# Louise Lawler
Louise Lawler, född 1947, är en amerikansk konstnär. Hon arbetar huvudsakligen med fotografi, men även med installationer och performance.
Lawler bor och arbetar i New York, där hon inledde sin konstnärliga verksamhet på 1970-talet och fick sitt genombrott på 1980-talet. Hon räknas som en av nyckelfigurerna inom den så kallade appropriationskonsten, där konstnärer tillägnar sig andras konstverk genom att fotografera dem och sätta in dem i nya sammanhang. Lawler är påverkad av konceptkonsten och har experimenterat med fotomediet och dess konceptuella möjligheter.
År 2019 presenterades verk av Lawler i grupputställningen Animalisk på Bildmuseet, Umeå Universitet.